# Kroatiska regeringen
Kroatiska regeringen (kroatiska: Hrvatska vlada), officiellt Republiken Kroatiens regering (kroatiska: Vlada Republike Hrvatske), är Kroatiens högsta verkställande makt. Den består av regeringschefen (Predsjednik vlade), informellt kallad premiärministern (premijer), vice premiärministrar och ministrar som i enlighet med konstitutionen och lagarna utövar den verkställande makten i landet. Den kroatiska regeringen är ansvarig inför parlamentet och måste i enlighet med parlamentarismens grundprincip åtnjuta parlamentsmajoritetens stöd för att bestå.
Den kroatiska regeringen har sitt säte i Banpalatset i Zagreb och kanslier på flera platser i huvudstaden. Sedan år 2016 leds den kroatiska regeringen av Andrej Plenković.

## Lista över kroatiska regeringar (1990–)
| Nr | Regering     | Period                           | Dagar | Premiärminister | Premiärminister   | Politiskt parti/politiska partier |
| -- | ------------ | -------------------------------- | ----- | --------------- | ----------------- | --------------------------------- |
| 1  | Mesić        | 30 maj 1990–24 augusti 1990      | 86    |                 | Stjepan Mesić     | HDZ                               |
| 2  | Manolić      | 24 augusti 1990–17 juli 1991     | 327   |                 | Josip Manolić     | HDZ                               |
| 3  | Gregurić     | 17 juli 1991–12 augusti 1992     | 392   |                 | Franjo Gregurić   | HDZ – SDP – SDSH – HSLS – HKDS    |
| 4  | Šarinić      | 12 augusti 1992–3 april 1993     | 234   |                 | Hrvoje Šarinić    | HDZ                               |
| 5  | Valentić     | 3 april 1993–7 november 1995     | 948   |                 | Nikica Valentić   | HDZ                               |
| 6  | Mateša       | 7 november 1995–27 januari 2000  | 1542  |                 | Zlatko Mateša     | HDZ                               |
| 7  | Račan I      | 27 januari 2000–30 juli 2002     | 915   |                 | Ivica Račan       | SDP – HSLS – HNS – HSS – IDS – LS |
| 8  | Račan II     | 30 juli 2002–23 december 2003    | 511   |                 | Ivica Račan       | SDP – HNS – HSS – LS – Libra      |
| 9  | Sanader I    | 23 december 2003–12 januari 2008 | 1481  |                 | Ivo Sanader       | HDZ                               |
| 10 | Sanader II   | 12 januari 2008–6 juli 2009      | 541   |                 | Ivo Sanader       | HDZ – HSLS – HSS – SDSS           |
| 11 | Kosor        | 6 juli 2009–23 december 2011     | 900   |                 | Jadranka Kosor    | HDZ – HSLS – HSS – SDSS           |
| 12 | Milanović    | 23 december 2011–22 januari 2016 | 1491  |                 | Zoran Milanović   | SDP – HNS – IDS                   |
| 13 | Orešković    | 22 januari 2016–19 oktober 2016  | 271   |                 | Tihomir Orešković | HDZ – Most                        |
| 14 | Plenković I  | 19 oktober 2016–23 juli 2020     | 1373  |                 | Andrej Plenković  | HDZ – Most                        |
| 15 | Plenković II | 23 juli 2020–                    | 1700  |                 | Andrej Plenković  | HDZ – SDSS                        |